# 阿斯基茲區

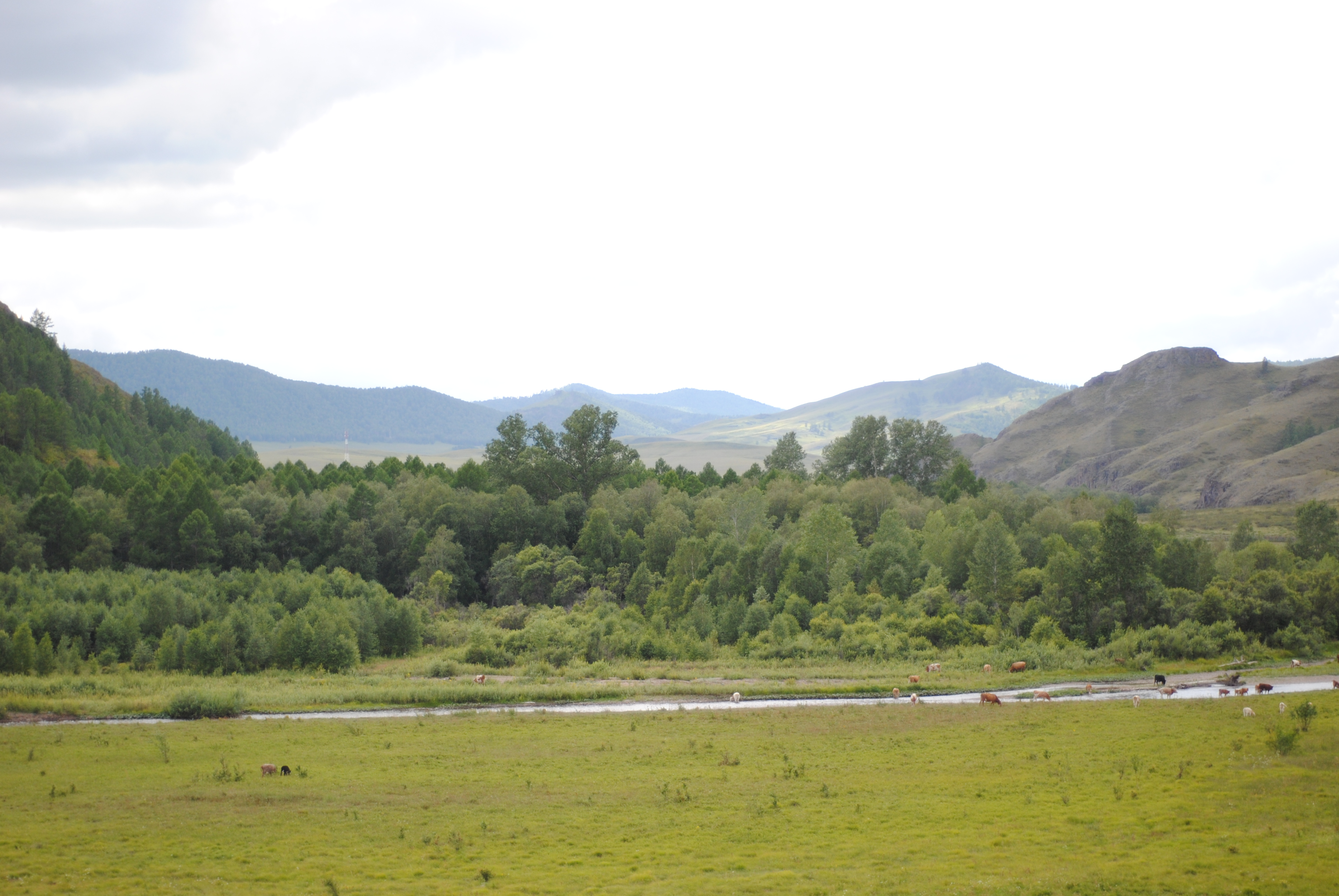

53°08′N 90°32′E / 53.133°N 90.533°E
阿斯基茲區（俄语：Аскизский район），是俄羅斯的一個區，位於該國南部，由哈卡斯共和國負責管轄，面積7,536平方公里，2010年人口40,912，人口密度每平方公里5.43人。